# 3Д стрельба из лука
3Д стрельба из лука (англ. 3D Archery) — вид спортивной стрельбы из лука, в которой лучники стреляют с неизвестных дистанций по неподвижным объемным мишеням, представляющих животных и расположенных в лесу и на пересеченной местности. Мишени варьируются от мелких грызунов до крупных лосей и расположены вдоль трассы, мало чем отличающейся от тропы через лес. Баллы начисляются в соответствии с зонами, соответствующими реальным зонам поражения животных, которых изображают соответствующие мишени.
Название этого вида спорта происходит от трехмерных мишеней животных, которые расположены на каждом рубеже стрельбы. 3Д стрельба из лука является официально признанной дисциплиной Международной ассоциацией лучного спорта «World Archery».

## История
Большой вклад в популяризацию стрельбы из лука и охоты внес Говард Хилл. Стало доступным для покупки по приемлемым ценам снаряжение для охоты с луком у производителей. Фред Беар, Бен Пирсон и Эрл Хойт не только производили луки и стрелы для охоты, но и создавали обучающие фильмы с использованием их методов охоты. Также благодаря разному времени открытия и длительности сезонов охоты, метательное оружие стало занимать выгодное положение по отношению к огнестрельному. Все это дало рост охоте с луком в США, который пришелся на 1960-е годы.
История стрельба из лука в 3Д началась в 1970-х годах в США среди энтузиастов. Таким был Лео Болдуин. Он в 1974—1975 годах организовал лигу охотников у себя на полигоне в деревне Депью штата Нью-Йорк. Болдуин изготавливал из картона несколько мишеней, дополнял рисунком в виде сорняков и кустов, в зону поражения устанавливал воздушный шарик, а мишени прикреплял к тросу который приводился в движение двигателем, для имитации движения животных. Участники оттачивали мастерство и новые луки в более реалистичных условиях. Также велся подсчет очков. Национальная ассоциация полевой стрельбы из лука (NFAA) организовывает новый курс для охотников с луком, чтобы те могли попрактиковаться в стрельбе с имитацией охоты в реальных условиях. Поэтому большинство мишеней имели форму охотничьих животных. Первые мишени изготавливались из картона и пенопласта и размещались на лужайках, открытых полях, в лесу, ставили их на холмы, в овраги, прятали за деревьями, создавая тем самым различные охотничьи ситуации. Расстояния до мишеней были отмечены на кольях, чтобы лучники могли научиться оценивать расстояние до животного.
В 1977 году производитель луков и аксессуаров Martin Archery для тренировок охотников продает объемные полноразмерные мишени различных животных с реалистичными цветами и отметками зоны поражения животного.

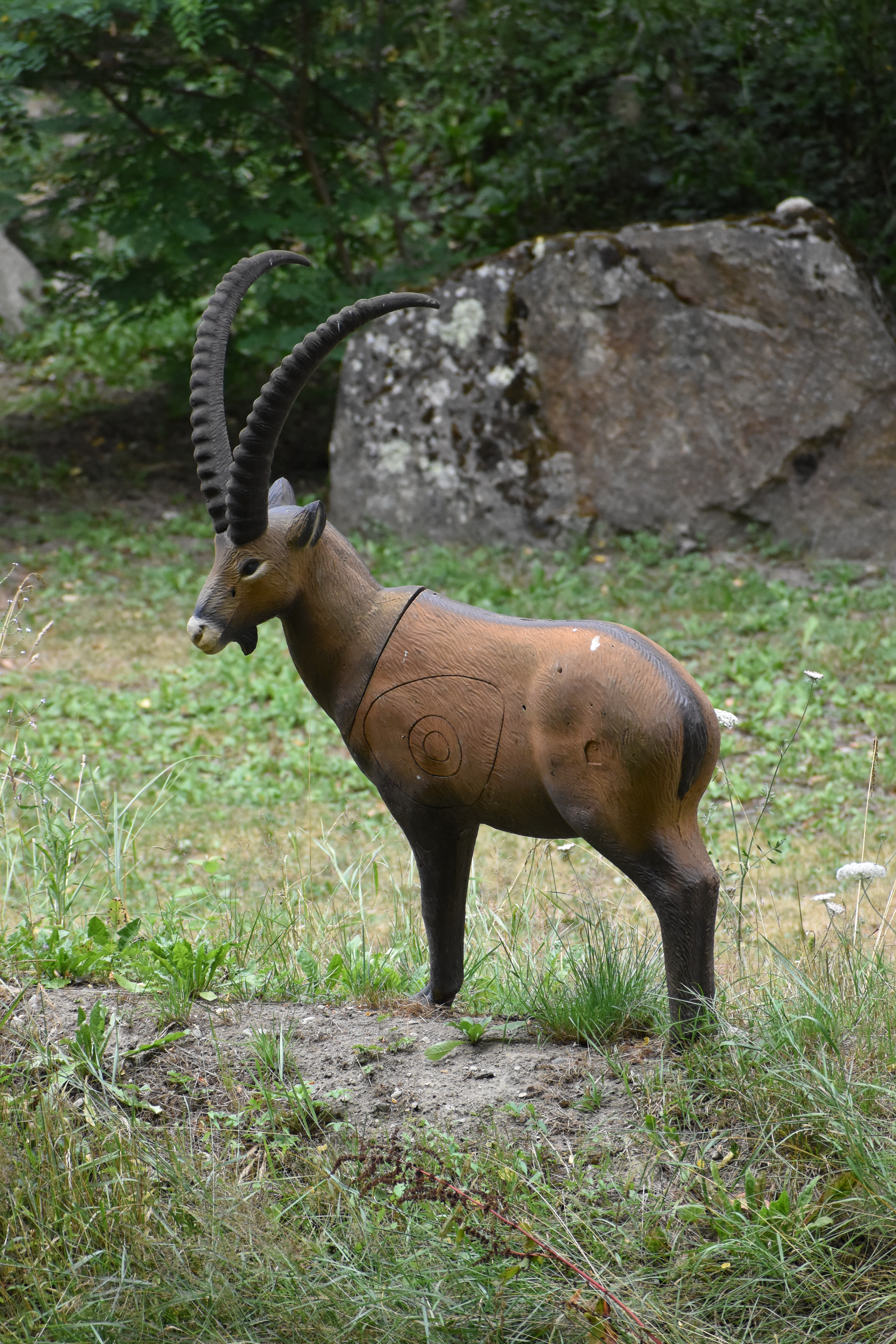
Пример современной 3Д мишени горного козла

Стрелковые клубы начали использовать 3Д мишени в организации курсов для охотников, что в конечном итоге привело к созданию соревновательных площадок. Мишени стали изготавливать из полиуретана, реалистично раскрашивать, размечать линиями и кольцами, что соответствуют проекциям жизненно важных органов животного. Эти линии плохо видны с места стрельбы, но хорошо различимы вблизи. Постепенно разнообразие мишеней росло и насчитывало 29 видов крупной дичи Северной Америки, африканских животных и даже мистических существ, таких как снежный человек.
К 1980 году на Среднем Западе проводился 3Д турнир «Тройная корона», привлекающий множество стрелков из-за того что там продавались и использовались коммерческие 3Д мишени.
В 1983 году были предприняты попытки принять 3Д турнир в качестве официального Национальной ассоциации полевой стрельбы из лука. Совет директоров хотел стандартизировать 3Д турнир, так как другие турниры клуба были стандартизированы, но из-за разногласий решение отклонили.
В 1984 году была создана Международная организация охотников за луком на Среднем Западе и в северных штатах. В 1986 году в Джорджии и некоторых других южных штатах была создана Ассоциация стрелков-лучников.
3Д быстро превратилось в самостоятельный вид спорта с правилами, подсчетом очков и почти безграничным количеством мишеней. Изначально мишенями были только олени. Однако сейчас производители создают мишени, которые напоминают широкий спектр животных всех размеров от лосей, жирафов, медведей до скунсов, птиц и ежей.
В феврале 1989 года в спортивно-стрелковом клубе Chelsea Rod & Gun (США, Мичиган) начался курс по стрельбе из лука, после того как Стю Кенуэлл, Джим Муми и Дэйв (Бутч) Джонстон убедили членов клуба потратить огромную сумму денег на покупку 28 3Д-мишеней и создать поле для 3Д стрельбы из лука на территории клуба. Первая стрельба состоялась в марте 1989 года, в ней приняли участие более 250 стрелков. Стрельбы стали проводиться ежемесячно.
В 1991 году в Хикори прошел первый национальный чемпионат по 3Д Национальной ассоциации полевой стрельбы из лука.
Первый чемпионат мира по 3Д стрельбе из лука был проведен во французском Сюлли-сюр-Луар в 2003 году.
В России наибольшее развитие 3Д стрельбы из лука получило после образования комитета по 3Д в начале 2006 года. Помимо популяризации 3Д спорта, на комитет возлагалась разработка правил соревнований в соответствии с международными правилами, а так же разработка ЕВСК. В Москве и Московской области стали проводиться Кубки России по 3Д стрельбе, состоящие из четырех этапов, проводимых в течение года. По итогам проведенных соревнований была сформирована российская команда по 3Д стрельбе из лука для первого участия в Чемпионате мира по 3Д 2007 года в Венгрии. В нем Александра Лебедева завоевала бронзу в классе блочный лук.
В 2014 году Минспортом 3Д стрельба из лука была внесена в реестр видов спорта с номером-кодом спортивной дисциплины 0220491811Л.
В 2015 году в Красной Горбатке Владимирской области прошел первый чемпионат России по 3Д, в котором приняли участие 103 спортсмена из 20 регионов. В начале осени 2015 года сборная российская команда из 20 спортсменов приняла участие в чемпионате мира по 3Д стрельбе из лука в итальянском Терни. В личном зачете было завоевано 2 серебряные медали Паращенко Виталием и Смирновой Еленой в классе «Инстинктив».
В 2017 году на чемпионате мира по 3Д во французском Робьоне российский спортсмен Михаил Поддевалин стал серебряным призером в классе «лонгбоу». В следующем чемпионате мира по 3Д который проводился в канадском Ла-Биш в 2019 году он стал Чемпионом мира в своем классе обыграв представителя Уругвая Росси Льюиса.

## Правила
Соревнования по 3Д стрельбе из лука проводятся в соответствии с «Правилами вида спорта „стрельба из лука“», утверждёнными Министерством спорта Российской Федерации, а также дополнением к редакции правил. Турниры по 3Д проводятся круглогодично на пересеченной местности в условиях естественного ландшафта (лес, поле, горы, смешанная местность), а также в помещении.
Дисциплины, включенные для участия в Российских соревнованиях:

| - «3Д — БЛ», блочный лук; - «3Д — КЛ», баребоу; - «3Д — длинный лук», лонгбоу; - «3Д — составной лук», инстинктив; - «3Д — командные соревнования». | Дополнение к редакции правил - «Спортинг», блочный лук; - «Олимпик», рекурсивный лук; - «Исторический лук», традиционные луки, национальные луки; - «Командные соревнования открытого класса». |

Каждое соревнование включает 1—2 квалификационных круга (трассы) по 24 мишени и финал. Общее время на стрельбу по 24 мишеням составляет 3 часа 30 минут. Дистанции до мишеней варьируются в диапазоне 5—45 метров для класса «3Д — БЛ», с рубежом для стрельбы красного цвета и 3—30 метров для остальных классов, с рубежом для стрельбы синего цвета.
Расстояние до каждой мишени стрелку неизвестна и определяется самостоятельно. В турнирах принимают участие спортсмены мужского и женского пола начиная с 14 лет. Участники проходят мандатную и техническую комиссии, получают Карточку участника. Карточка содержит информацию о соревновании, стрелке, очередности стрельбы и номере мишени с которой он должен начинать стрельбу.

### Квалификационный раунд

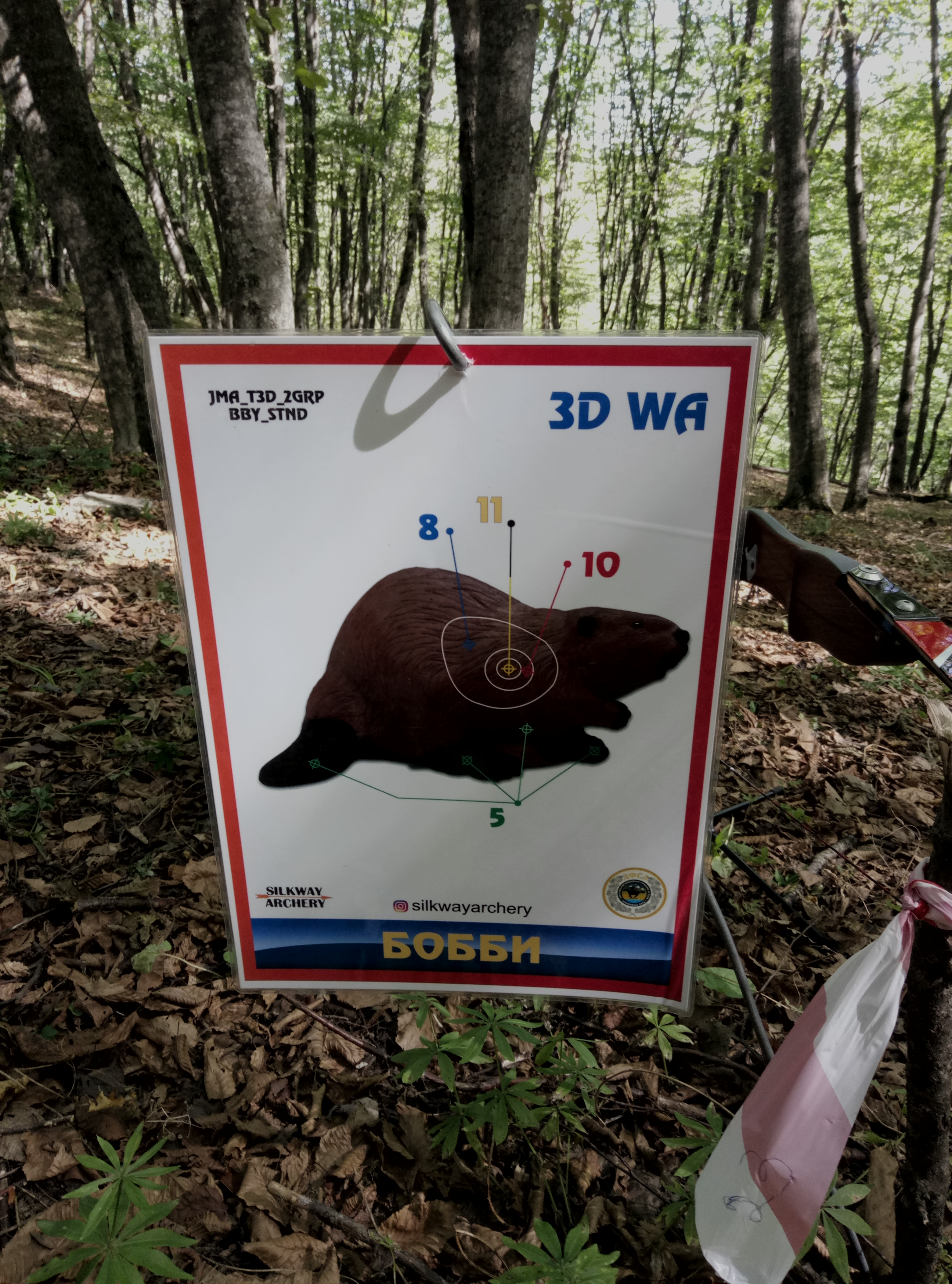
Табличка с изображением мишени на месте сбора группы

Все участники разбиваются на группы 1—24 с численностью 3—6 человек. Номер группы соответствует номеру мишени с которой группа начинает соревнование. Внутри группы участникам присваиваются индексы от А до F для определения очередности стрельбы. Состав группы формируется либо по классам, дивизионам, смешанным образом, либо определяется случайно. По команде организатора, группы проходят к своим мишеням и ожидают сигнала судьи к началу стрельбы у места сбора, колышка с номером мишени и табличкой с её изображением. На первом для группы рубеже начинает стрелять первой пара с индексами AB, потом CD, и далее EF. Рубеж стрельбы отмечен цветным колышком. На рубеже стрелки должны находиться в метровой зоне позади колышка и слева, для индексов A, C, E или справа, для индексов B, D, F. С одного рубежа каждый стрелок делает по 2 зачётных выстрела, за отведенное в 2 минуты время. После окончания стрельбы всеми стрелками, группа идет к мишени записывать результаты.

Зачетные зоны 3Д мишени

Два участника в каждой группе исполняют обязанности счетчика, ведут запись и подсчет результатов всей группы в карточке участника. Мишени имеют четыре зачетные зоны. Зоны отмечены на мишени, либо тонкими углубленными замкнутыми линиями, либо маркером так, чтобы не были видны невооруженным глазом с рубежа стрельбы. Самая большая зона может иметь произвольную форму, поражение её стрелой оценивается в 8 очков. Внутри расположена круглая зона с 10 очками, в которой есть еще самая маленькая круглая зона в 11 очков. Попадание в любую другую часть мишени, оценивается в 5 очков. Итого за прохождение одной мишени, стрелок может набрать 22 очка. Попадание стрелы в копыта, рога, траву или детали не относящихся к животному на мишени, оценивается как промах. После записи результата на мишени группы переходят к следующей мишени.
После прохождения квалификационного круга карточки участников подписываются счётчиками и самим спортсменом. Организатор соревнований распределяет в турнирной таблице по отдельным классам лука и дивизионам всех участников в порядке убывания суммы очков набранных за 1—2 круга. Если у нескольких участников равный результат, то смотрят на наибольшее количество попаданий в зону 11 и 10 очков мишени и на наименьшее количество промахов. У кого больше, тот располагается выше в турнирной таблице. Если и эти результаты равные, то решается жребием.
В зависимости от программы соревнования, для определения призеров в своем классе лука и дивизионе, применяется одна из следующих схем: круговые встречи, отборочные и финальные раунды, матчевые встречи и финальные раунды.

### Круговые встречи
Круговые встречи проходят в виде спаррингов — каждый с каждым в классе и дивизионе и участвуют 10 стрелков при количестве участников в классе более 12. При количестве участников 9—11 в матчевые встречи проходят 8 стрелков, при 7—8 проходят 6 стрелков, при 4—6 проходят 4 стрелка. Если менее 4 участников, то круговые встречи не проводятся, а победители и призеры определяются по результатам квалификационного раунда. В каждом спарринге стреляют по 4 мишени по 1 стреле на стрелка. В спарринге побеждает участник который набрал в сумме за 4 мишени больше очков. Участникам за победу в спарринге дается 2 балла, за поражение 0 баллов, в случае ничьей 1 балл каждому. Победитель и призеры определяются по наивысшему количеству баллов по победам в спаррингах. В случае одинакового количества баллов — итоговое место определяется по победе в личной встрече.

### Отборочные раунды
В раунды выходят первые 16, 8 или 4 лучших лучников (в 1/8, 1/4 или 1/2 финала соответственно), в каждом классе лука. Формируются группы по 3—6 человек. Эти группы стреляют по 8 мишеням для 1/8 финала, по 6 мишеням для 1/4 финала или 4 мишеням для 1/2 финала. По каждой мишени, каждый участник отборочного раунда делает 1 зачетный выстрел с каждого рубежа за отведенное в 1 минуту время. Для всех групп номера рубежей, дистанции и мишени должны быть одинаковыми. В следующий раунд для 1/8 и 1/4 финала проходят стрелки, показавшие наилучший результат по сумме набранных очков. В 1/2 финала пары, формируются по принципу первый стрелок в таблице с последним. Победители в парах и выходят в финал.

### Матчевые встречи
В матчевых встречах участвуют 22 лучших по квалификационному раунду стрелка в своем классе и дивизионе. Первые 2 участника сразу переходят в 1/2 финала, оставшиеся 20 участников разбиваются на 4 подгруппы A, B, C, D по 5 человек. В каждой подгруппе проводятся спарринговые встречи на выбывание, начиная от более низкого стартового места к более высокому. В каждом спарринге стреляют по 4 мишени по 1 стреле на стрелка. Стрелок, выигравший спарринг, переходит к следующему стрелку подгруппы. Победитель в подгруппе определяется по сумме набранных очков в завершающем спарринге. Победитель в подгруппе A стреляет с победителем из B, точно так же победители в C и D. В полуфинал выходят победители AB, CD и стреляют со спортсменами занявшими 2 и 1 места в квалификации соответственно. Победители в парах и выходят в финал.
| Подгруппа | Место в квалификации | Место в квалификации | Место в квалификации | Место в квалификации | Место в квалификации | → | Спарринг | → | Полуфинал                                                   |
| --------- | -------------------- | -------------------- | -------------------- | -------------------- | -------------------- | - | -------- | - | ----------------------------------------------------------- |
| A         | 19                   | 18                   | 11                   | 10                   | 3                    | → | A—B      | → | Победитель подгрупп AB и участник на 2 месте в квалификации |
| B         | 21                   | 16                   | 13                   | 8                    | 5                    | → | A—B      | → | Победитель подгрупп AB и участник на 2 месте в квалификации |
| C         | 20                   | 17                   | 12                   | 9                    | 4                    | → | C—D      | → | Победитель подгрупп CD и участник на 1 месте в квалификации |
| D         | 22                   | 15                   | 14                   | 7                    | 6                    | → | C—D      | → | Победитель подгрупп CD и участник на 1 месте в квалификации |

### Финальные раунды
Финальные раунды могут проводится при наличии не менее 6-ти участников в дивизионе, начиная с полуфинала. В противном случае победители и призеры определяются по результатам квалификационного раунда. Победители в парах полуфинала, стреляют финал за золото и серебро, а проигравшие стреляют финал за бронзу. Победитель в паре определяется по наибольшей сумме набранных очков за 4 мишени по 1 стреле на стрелка. На совершение выстрела дается 1 минута. Если спортсмен выпустил стрелу после окончания времени, то его попадание не засчитывается.

### Командные соревнования
Команда состоит из 3 спортсменов одного пола по одному стрелку из дисциплин 3Д — длинный лук, 3Д — БЛ, и 3Д — КЛ. В команде обязательно должен быть стрелок из дисциплины 3Д — длинный лук. Остальной состав формируется по усмотрению команды. Стрелка из дисциплины 3Д — БЛ можно заменить на стрелка из дисциплины 3Д — КЛ, 3Д — составной лук или 3Д — длинный лук. Стрелка из дисциплины 3Д — КЛ можно заменить на стрелка из дисциплины 3Д — составной лук или 3Д — длинный лук. Команды распределяются в сетке результатов по суммам очков участников команд в первом квалификационном круге или квалификационном раунде. В отборочный раунд выходят 8 или 4 лучших команд и играют на выбывание, 1 команда в сетке с 8, 2 команда с 7 и т. д. Команды стреляют по очереди, по 4 мишеням, по 1 стреле на стрелка. На совершение 3 выстрелов команде дается 2 минуты. Результаты команды на каждой мишени суммируется. Побеждает команда, которая наберет больше очков за 4 мишени. При равном счете назначается перестрелка.

### Перестрелка
При равных результатах и невозможности определения победителя, назначается перестрелка одной стрелой. Перестрелка проводится по новой мишени, где победитель определяется по большему результату. Если результат равный, то по стреле ближайшей к центру зоны 11 очков. Расстояние измеряется по поверхности мишени от стрелы до центра зоны 11 очков, судьей с помощью гибкого сантиметра. Если разницу в расстояниях точно не определить или оба стрелка промахиваются, то перестрелка повторяется до определения победителя.
В перестрелке в командных соревнованиях каждый участник команды стреляет по одной стреле в мишень. Победитель определяется по большему результату команды. Если счет равный, то по попаданию стрелы ближайшей к центру зоны 11 очков. Если спор все же не разрешился, определяется вторая ближайшая к центру стрела, по попаданию которой и определяется победитель.

## Соревнования
- Чемпионат мира по 3Д стрельбе из лука является крупнейшим международным соревнованием и проводится раз в два года по нечётным годам начиная с 2003 года.
- Чемпионат Европы по 3Д стрельбе из лука проводится раз в два года по чётным годам начиная с 2008 года.
- Чемпионат России по 3Д стрельбе из лука проводится ежегодно начиная с 2015 года.
- Кубок России 3Д проходит ежегодно. Состоит из 3 этапов и финала.
- Большая охота, дружеский турнир, ежегодно проходит в Белгородской области с 2012 года[31].
- Международный турнир «CANYON» проводится ежегодно c 2015 года в Сулакском каньоне[32].
- Gorbatka Open, дружеский турнир, который ежегодно проходит в Красной Горбатке с 2012 года[33].

|                            |                  |                                                      |
| Стрелы в 3Д мишени барсука | Парные 3Д мишени | Чемпионат по 3Д стрельбе из лука в помещении. Канада |

### Чемпионаты мира

#### Медальный зачет
|    | Год  | Место          | Комплекты | Италия | Австрия | Франция | Испания | Швеция | Дания | Венгрия | Канада | Великобритания | Соединённые Штаты Америки | Аргентина | Россия | Уругвай | Словения | Германия | Эстония | Финляндия | Норвегия | Чехия | Швейцария |        |
| -- | ---- | -------------- | --------- | ------ | ------- | ------- | ------- | ------ | ----- | ------- | ------ | -------------- | ------------------------- | --------- | ------ | ------- | -------- | -------- | ------- | --------- | -------- | ----- | --------- | ------ |
| 1  | 2003 | Сюлли-сюр-Луар | 8         | 6      | —       | 10      | 3       | —      | —     | —       | —      | —              | 3                         | —         | —      | —       | 2        | —        | —       | —         | —        | —     | —         | [ 34 ] |
| 2  | 2005 | Генуя          | 8         | 4      | 3       | 5       | 1       | 1      | —     | 3       | —      | —              | 2                         | —         | —      | —       | 3        | —        | —       | —         | —        | —     | 2         | [ 35 ] |
| 3  | 2007 | Шопрон         | 10        | 7      | 5       | 4       | 1       | 1      | —     | 6       | —      | —              | —                         | —         | 1      | —       | 3        | —        | 1       | —         | —        | —     | 1         | [ 36 ] |
| 4  | 2009 | Латина         | 10        | 7      | 3       | 7       | 3       | 4      | —     | 3       | 1      | —              | —                         | —         | —      | —       | 1        | —        | 1       | —         | —        | —     | —         | [ 37 ] |
| 5  | 2011 | Доннерсбах     | 10        | 5      | 8       | 3       | 5       | 4      | —     | 1       | 2      | 1              | —                         | —         | —      | —       | —        | —        | 1       | —         | —        | —     | —         | [ 38 ] |
| 6  | 2013 | Сассари        | 10        | 9      | 3       | 3       | 3       | 3      | 3     | 1       | —      | —              | 1                         | —         | —      | —       | —        | —        | 1       | —         | 1        | 2     | —         | [ 39 ] |
| 7  | 2015 | Терни          | 10        | 10     | 3       | —       | 3       | 4      | 2     | 1       | —      | —              | —                         | —         | 2      | —       | —        | —        | 1       | 3         | 1        | —     | —         | [ 40 ] |
| 8  | 2017 | Робьон         | 10        | 6      | 1       | 5       | 3       | 3      | 2     | 2       | —      | —              | 1                         | —         | 1      | —       | 1        | 1        | 2       | 2         | —        | —     | —         | [ 41 ] |
| 9  | 2019 | Ла-Биш         | 10        | 6      | 4       | 5       | 1       | 5      | —     | 2       | 2      | —              | 3                         | —         | 1      | 1       | —        | —        | —       | —         | —        | —     | —         | [ 42 ] |
| 10 | 2022 | Терни          | 14        | 14     | 9       | 4       | 4       | 3      | 2     | 2       | 1      | 1              | 1                         | 1         | —      | —       | —        | —        | —       | —         | —        | —     | —         | [ 43 ] |
| 11 | 2024 | Мокрице        | 14        | 13     | 7       | 3       | 4       | 4      | 1     | —       | —      | 3              | 3                         | —         | —      | —       | —        | —        | 1       | 2         | —        | 1     | —         | [ 44 ] |

#### Чемпионы мира
| Год  | Место          | Компаунд            | Баребоу                  | Лонгбоу               | Инстинктив          | Команда |        |
| ---- | -------------- | ------------------- | ------------------------ | --------------------- | ------------------- | ------- | ------ |
| 2003 | Сюлли-сюр-Луар | Эйлер Роберт        | Беллотти Даниэле         | Ириарте Хосе Луис     | —                   | США     | [ 34 ] |
| 2005 | Генуя          | Гомес Томми         | Натласен Андрей          | Хегедус Силард        | —                   | Италия  | [ 35 ] |
| 2007 | Шопрон         | Ребек Дэвид         | Сейманди Джузеппе        | Говони Давид          | Лаурен Ааре         | Италия  | [ 36 ] |
| 2009 | Латина         | Родригес Хосе Мария | Хартмут Циплис           | Морли Стив            | Донди Альфредо      | Франция | [ 37 ] |
| 2011 | Доннерсбах     | Хауншмид Хервиг     | Ларссон Бобби            | Буччи Паоло           | Гаррет Питер        | Франция | [ 45 ] |
| 2013 | Сассари        | Кузинс Дэйв         | Гарсия Фернандес Давид   | Фантоцци Джакомо Лука | Оценасек Вольфганг  | Дания   | [ 46 ] |
| 2015 | Терни          | Винер Нико          | Хуанола Кодина Себастьян | Палм Пер Ивар         | Мольнар Ференц      | Испания | [ 26 ] |
| 2017 | Робьон         | Паунер Джоан        | Вера Брингас Сезар       | Гарднер Робин         | Кристенсен Зибрандт | США     | [ 28 ] |
| 2019 | Ла-Биш         | Гондан Гиорги       | Джексон Дэвид            | Поддевалин Михаил     | Мольнар Ференц      | Франция | [ 47 ] |
| 2022 | Терни          | Винер Нико          | Джексон Дэвид            | Фалетти Джулиано      | Грюнштайд Клаус     | Италия  | [ 48 ] |
| 2024 | Мокрице        | Андерле Микаэль     | Окенхольт Оливер         | Эдвардс Ян            | Каллен Джед         | Испания | [ 49 ] |

#### Чемпионки мира
| Год  | Место          | Компаунд         | Баребоу             | Лонгбоу                | Инстинктив          | Команда |        |
| ---- | -------------- | ---------------- | ------------------- | ---------------------- | ------------------- | ------- | ------ |
| 2003 | Сюлли-сюр-Луар | Хьюберт Микаэль  | Подгорсек Стаса     | Капуто Джулиана        | —                   | Франция | [ 34 ] |
| 2005 | Генуя          | Брудерер Эрика   | Перринель Франсуаза | Барбаро Джулия         | —                   | Франция | [ 35 ] |
| 2007 | Шопрон         | Кирай Беата      | Линхарт Рейнгольд   | Паулус Урте            | Росиньоли Франческа | Венгрия | [ 36 ] |
| 2009 | Латина         | Саубион Виолетта | Порте Шанталь       | Барбаро Джулия         | Финесси Моника      | Венгрия | [ 37 ] |
| 2011 | Доннерсбах     | Холдернесс Люси  | Райгель Андреа      | Гарридо Лазаро Энкарна | Оценасек Криста     | Франция | [ 45 ] |
| 2013 | Сассари        | Курпрон Дебора   | Вилла Глория        | Клуз Софи              | Оценасек Криста     | Италия  | [ 46 ] |
| 2015 | Терни          | Лэнти Энн        | Нозилья Чинция      | Рицци Донателла        | Бертольо Росселла   | Испания | [ 26 ] |
| 2017 | Робьон         | Ама Од           | Линдблом Джессика   | Барбаро Джулия         | Залбергер Хелдис    | Италия  | [ 28 ] |
| 2019 | Ла-Биш         | Ронахер Ингрид   | Готье Кристина      | Савилуото Лина-Каарина | Нови Карин          | Франция | [ 47 ] |
| 2022 | Терни          | Бальдо Элиза     | Нозилья Чинция      | Сантакроче Сесилия     | Вайнбергер Клаудиа  | Дания   | [ 48 ] |
| 2024 | Мокрице        | Франчини Ирен    | Нозилья Чинция      | Сантакроче Сесилия     | Ваннини Сабрина     | Италия  | [ 49 ] |

### Чемпионаты России

#### Чемпионы России
|    | Год  | Место            | 3Д — БЛ            | 3Д — КЛ            | 3Д — длинный лук    | 3Д — составной лук | 3Д — Команды        |                                |
| -- | ---- | ---------------- | ------------------ | ------------------ | ------------------- | ------------------ | ------------------- | ------------------------------ |
| 1  | 2015 | Красная Горбатка | Тарасов Виктор     | Малышев Максим     | Поддевалин Михаил   | Паращенко Виталий  | Москва              | [ 50 ]                         |
| 2  | 2016 | Нестерово        | Токарев Михаил     | Дарханов Валентин  | Лунин Юрий          | Будяк Виталий      | [кто?]              | [ 51 ]                         |
| 3  | 2017 | Новинки          | Зубалевич Артем    | Михаил Токарев     | [кто?]              | Кочетков Владимир  | Москва              | [ источник не указан 762 дня ] |
| 4  | 2018 | Рожство          | [кто?]             | Будяк Виталий      | Поддевалин Михаил   | [кто?]             | [кто?]              | [ источник не указан 762 дня ] |
| 5  | 2019 | Юхнов            | Кашников Юрий      | Дарханов Валентин  | Бажин Олег          | Кузнецов Владислав | Московская область  | [ 52 ]                         |
| 6  | 2020 | Белгород         | Калугин Вячеслав   | Дарханов Валентин  | Кротов Сергей       | Алькин Виктор      | Москва              | [ 53 ]                         |
| 7  | 2021 | Оскольская дача  | Калугин Вячеслав   | Кузнецов Владислав | Поддевалин Михаил   | Комаров Виктор     | Москва              | [ 54 ]                         |
| 8  | 2022 | Муром            | Борисов Алексей    | Будяк Виталий      | Мирзаев Магомедариф | Волик Владимир     | Москва              | [ 55 ]                         |
| 9  | 2023 | Каракол          | Редькин Антон      | Дарханов Валентин  | Клементьев Алексей  | Курбанов Мугидин   | Республика Дагестан | [ 56 ]                         |
| 10 | 2024 | Родниковый       | Приходько Владимир | Барко Владимир     | Мелентьев Олег      | Султыгов Адам      | Республика Дагестан | [ 57 ]                         |
| 11 | 2025 | Новокуйбышевск   | Калугин Вячеслав   | Будяк Виталий      | Кочетков Владимир   | Алькин Виктор      | Республика Дагестан | [ 58 ]                         |

#### Чемпионки России
|    | Год  | Место            | 3Д — БЛ             | 3Д — КЛ          | 3Д — длинный лук    | 3Д — составной лук | 3Д — Команды       |                                |
| -- | ---- | ---------------- | ------------------- | ---------------- | ------------------- | ------------------ | ------------------ | ------------------------------ |
| 1  | 2015 | Красная Горбатка | Лебедева Александра | Калугина Мария   | Грачёва Елена       | Смирнова Елена     | Москва             | [ 50 ]                         |
| 2  | 2016 | Нестерово        | Зубалевич Анна      | Савенкова Мария  | Копасина Александра | Зейферт Анна       | [кто?]             | [ 51 ]                         |
| 3  | 2017 | Новинки          | Лебедева Александра | [кто?]           | Анна Левская        | Лебедева Дина      | Москва             | [ источник не указан 762 дня ] |
| 4  | 2018 | Рожство          | [кто?]              | Савенкова Мария  | Смирнова Елена      | [кто?]             | [кто?]             | [ источник не указан 762 дня ] |
| 5  | 2019 | Юхнов            | Зубалевич Анна      | Савенкова Мария  | Смирнова Елена      | Турунова Наталья   | Москва             | [ 52 ]                         |
| 6  | 2020 | Белгород         | Глушкова Анна       | Савенкова Мария  | Скляр Оксана        | Турунова Наталья   | —                  | [ 53 ]                         |
| 7  | 2021 | Оскольская дача  | Замша Елена         | Щетинина Татьяна | Смирнова Елена      | Лаптева Светлана   | Московская область | [ 54 ]                         |
| 8  | 2022 | Муром            | Лебедева Александра | Савенкова Мария  | Любимова Ксения     | Турунова Наталья   | Московская область | [ 55 ]                         |
| 9  | 2023 | Каракол          | Саруханова Анна     | Митуля Ксения    | Смирнова Елена      | Тимофеева Ольга    | Московская область | [ 56 ]                         |
| 10 | 2024 | Родниковый       | Зубалевич Анна      | Якунина Кристина | Смирнова Елена      | Лебедева Дина      | Московская область | [ 57 ]                         |
| 11 | 2025 | Новокуйбышевск   | Матюхина Ведана     | Митуля Ксения    | Смирнова Елена      | Лебедева Дина      | Рязанская область  | [ 58 ]                         |